# 罗平凤仙花
罗平凤仙花（学名：Impatiens poculifer）为凤仙花科凤仙花属下的一个种。

## 扩展阅读
- 維基物種上的相關：罗平凤仙花